# John Kay (Erfinder)

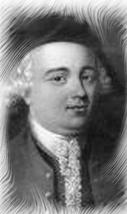
John Kay

John Kay (* 17. Juni 1704 in Bury, Lancashire; † um 1780) war ein britischer Unternehmer und Erfinder. Seine wichtigste Neuerung war der Schnellschusswebstuhl (1733).
Der fliegende Schütze oder Schnellschütze stellt eine der ersten Verbesserungen bei der Mechanisierung des Webens dar. Während die Schiffchen zuvor per Hand wechselseitig durch das Fach (die wechselweise geöffneten Kettfäden) „geschossen“ werden mussten, was bei sehr breiten Waren zwei Weber erforderte, konnte nun auch ein breiter Webstuhl mit nur einem Weber betrieben werden. Der Schnellschütze schießt durch Betätigung einer Zugeinrichtung, die wiederum den sogenannten Picker betätigt, von Schützenkasten zu Schützenkasten durch das Webfach. Durch diese Technik konnte wesentlich mehr Gewebe pro Zeitspanne produziert werden. Infolge dieser Verbesserung kam man in England kaum mehr mit der Produktion von Garn hinterher. Für einen Weber arbeiteten bis zu zehn Garnspinner.
1753 überfielen Textilarbeiter sein Haus, weil sie Angst hatten, die neuen Webstühle würden ihnen die Lebensgrundlage entziehen. Daraufhin verließ John Kay England in Richtung Frankreich, wo er in armen Verhältnissen um 1780 gestorben sein soll.